# رون هولغيت
رون هولغيت (بالإنجليزية: Ron Holgate)‏ هو مغني أوبرا أمريكي، ولد في 26 مايو 1937 في أبردين في الولايات المتحدة.

## وصلات خارجية
- رون هولغيت على موقع IMDb (الإنجليزية)
- رون هولغيت على موقع ميوزك برينز (الإنجليزية)
- رون هولغيت على موقع قاعدة بيانات برودواي على الإنترنت (الإنجليزية)
- رون هولغيت على موقع قاعدة بيانات برودواي على الإنترنت (الإنجليزية)
- رون هولغيت على موقع ديسكوغز (الإنجليزية)
- رون هولغيت على موقع قاعدة بيانات الفيلم (الإنجليزية)